# Simon Burgers
Simon Burgers (Den Haag, 12 maart 1958) is een hedendaags Nederlands componist en docent.

## Levensloop
Burgers studeerde van 1975 tot 1977 bij Chris Veelo, van 1977 tot 1979 aan het Sweelinck Conservatorium in Amsterdam piano bij Leendert Huges. Daarna studeerde hij compositie aan het Rotterdams Conservatorium bij Klaas de Vries. Bovendien studeerde hij vanaf 1979 Nederlandse Taal- en Letterkunde aan de Universiteit van Amsterdam. In 1983 behaalde hij daar het kandidaatsexamen en in 1985 het doctoraalexamen, beide cum laude. 
Van 1986 tot 1991 was hij docent Nederlandse Taal aan het Gymnasium Haganum. Sinds 1991 is hij docent Communicatie aan De Haagse Hogeschool.
Burgers heeft geschreven voor uiteenlopende bezettingen. Zijn Martialis Epigrammata voor zangstem en ensemble, en Synthese voor symfonie-orkest geven een eerste indruk daarvan. Hij schreef verder de muziek voor de films Vroeger is dood (1987) en De Bunker (1992). Een schoolmusical Alle mensen beleefde in 1988 in het Circustheater in Den Haag zijn eerste voorstellingen.
Hij schreef een aantal artikelen, onder andere voor het tijdschrift Skepter.Onder het pseudoniem Simon Bottema publiceerde hij de roman De rectrix (Meulenhoff, 1995) en het gedicht Lof der traagheid (De Gids, maart 2007).
Samen met zijn dochter Laura Burgers schreef hij de jeugdromans Copycat - oog in oog met je dubbelganger (Ploegsma, 2011) en Het Morelli principe (Ploegsma, 2014).

## Compositie

### Werken voor orkest
- 1983-1987 Synthese

### Werken voor harmonie- en fanfareorkest
- 1986 Concert, voor altsaxofoon en harmonie-orkest
  1. Allegro
  2. Cadenza - Adagio
  3. Moderato
- 1990 Torenval, voor gemengd koor, fanfareorkest, drumband en orgel - tekst: Marianne Buitenhuis
  1. Proloog
  2. Engel
  3. Kermis te Westzaan
  4. 1e Tableau vivant
  5. 2e Tableau vivant
  6. Tweede gemeenteraadsvergadering
  7. Eerste preek
  8. Uw leven is als 't gras
  9. Storm
  10. 3e Tableau vivant
  11. 4e Tableau vivant
  12. Tweede preek
  13. De vermaning
  14. Verdonks monoloog
  15. De weesmoeder
  16. Dies irae
  17. Slotkoor
- 1998 Spin-off, voor blazersensemble en geluidsband
- 2000 Bach 2000, voor blazersensemble, scholieren (vrije instrumentkeuze) en geluidsband
- 2003 Debussy's Dance, voor blazersensemble
- 2003 Feest in de gele maisvelden, ensemble en geluidsband

### Muziektheater
- 1986 Koning Midas krijgt ezelsoren, voor solisten, schoolkoor en schoolorkest - teksten: Quintus Horatius Flaccus, Marcus Valerius Martialis en Joe Raphael
- 1988 Alle mensen, schoolmusical
- 2003 De Wolkenberg, muziektheater rond Aziatische sprookjes, voor acteur, (contra)fagot, slagwerk en bamboefluit
- 2006 De twaalf vensters van kristal, muziektheater rond Russische sprookjes, voor acteur, viool, fagot, slagwerk en bamboefluit
- 2007 WINDKRACHT, muziektheatervoorstelling onder regie van Cherry Duyns

### Vocale muziek
- 1975 De vluchteling, voor bariton en piano - tekst: H.A. Gomperts
- 1981 Martialis epigrammata, voor sopraan en 7 instrumenten (2 fluiten, klarinet, altviool, 2 harpen en piano) - tekst: Marcus Valerius Martialis
- 2000 Spring is forgetting us, voor spreekstem en geluidsband / spreekstem, blazersensemble en geluidsband

### Kamermuziek
- 1980 6 rondo's, vijf stukken voor fluit en harp
- 1983 Trio, voor altsaxofoon, altviool en piano
- 1988 De Jabberglop, voor spreekstem, basklarinet en piano - tekst: Lewis Carroll
- 1993 "Pastiche!", voor basklarinet en geluidsband
- 1994 Message, voor piano en geluidsband
- 2005 Grote illusie, voor hobo, klarinet, viool, altviool en contrabas
- 2011 Senza Pedale, voor harp solo

### Filmmuziek
- 1986 Vroeger is dood
- 1992 De Bunker
- 2001 Urashima, Japans sprookje uit de televisieserie Sprookjes uit het land van de rijzende zon